# Buenos muchachos (álbum de La Mosca)
Buenos muchachos es el tercer álbum de la banda argentina de ska La Mosca Tsé-Tsé. Éste fue lanzado en el año 2001.

## Listado de canciones
| N.º | Título                                                              | Duración |  |
| 1.  | «Todos tenemos un amor»                                             | 03:45    |  |
| 2.  | «No Me Rompas La Cabeza (autores: G.Novellis, A.Cionco, M.Cardoso)» | 04:43    |  |
| 3.  | «Hoy estoy peor que ayer»                                           | 03:56    |  |
| 4.  | «Te quiero comer la boca»                                           | 03:20    |  |
| 5.  | «Madrid Amaneció (autor: Guillermo Novellis)»                       | 03:38    |  |
| 6.  | «Mujer»                                                             | 03:16    |  |
| 7.  | «Todo pasa»                                                         | 04:38    |  |
| 8.  | «Quiero verte mal»                                                  | 02:52    |  |
| 9.  | «Para ellas»                                                        | 03:18    |  |
| 10. | «Silbando bajito»                                                   | 04:57    |  |
| 11. | «Buenos muchachos»                                                  | 03:11    |  |
| 12. | «Me dejaste seco y frito»                                           | 02:50    |  |

## Videos
Hasta el momento se le conocen cuatro videos musicales:
- Te quiero comer la boca (2001)
- Todos tenemos un amor (2001)
- Hoy estoy peor que ayer (2001)
- Buenos muchachos (2002)
- Todo pasa (radio single) (2002)